# Behemoth (band)
Behemoth is een blackened deathmetalband uit Polen. De groep wordt gezien als een van de belangrijkste extreme metalbands uit Polen, naast Graveland en Vader. In het begin speelde de band klassieke black metal met heidense teksten, maar later is de band overgegaan op occulte en thelemistische teksten geschreven door leadgitarist en zanger Adam Darski. Dit ging gepaard met een verhoging in muzikale vaardigheden, deze stelde de groep in staat om boven de blackmetalscene uit te groeien en wat commercieel succes te boeken. Met het in 2004 uitgebrachte album Demigod omarmde Behemoth brute technical deathmetal gecombineerd met hun eigen stempel waaronder het opvallende drumwerk van Inferno, vocals met meerdere lagen en Nile-achtige invloeden uit het Midden-Oosten. De overstap naar deathmetal maakte Behemoth "verraders" in de ogen van sommige blackmetalfans, maar toch heeft de band een grote groep aanhangers gehouden en verworven.

## Geschiedenis
Behemoth werd opgericht in 1991 in Polen als een blackmetalband, door het trio Nergal, Baal en Les, die zowel muzikaal als ideologisch beïnvloed werden door Venom, Celtic Frost, Mayhem, Darkthrone en anderen. Ze brachten al gauw enkele demo's uit waaronder Endless Damnation en The Return of the Northern Moon, die qua productiekwaliteit zeer slecht waren. ...From the Pagan Vastlands, dat in 1993 werd uitgebracht door het platenlabel Pagan Records, was zowel qua productie- als muzikale kwaliteit merkbaar beter dan de vorige demo's. Later zou het Amerikaanse Wild Rags nog een verbeterde versie op cd uitbrengen.
In 1994 bracht Behemoth eindelijk een debuutalbum uit: Sventevith (Storming near the Baltic). Meteen daarna werd de band gebombardeerd tot een van de beste aankomende blackmetaltalenten, en dit gaf Behemoth aanleiding om een jaar later een tweede album uit te brengen: Grom. Dit album werd uiterst divers bevonden, en bewees dat Behemoth ook het experiment opzocht, namelijk door het inzetten van zangeressen, akoestische gitaren en synthesizers. Dit was ook het begin van een periode waarin Behemoth eindelijk enkele shows mocht geven in het eigen land.
Later volgde Pandemonic Incantations, dat vooral bekend is geworden omdat het album de eerste plaat was van Behemoth waarin drummer Inferno zou verschijnen. Ook dit album werd weer uiterst positief onthaald, maar de periode waarin de band echt bekend zou worden moest nog komen. Ook begon Behemoth enkele fans van het eerste uur te verliezen omwille de deathmetalinvloeden die dit album en daarop volgende albums zouden kenmerken.
Uiteindelijk begon de band bekend te raken bij het brede metalpubliek met het album Satanica, uitgebracht door het Italiaanse label Avantgarde music. Het album verschilde sterk van de voorgaande door een andere themathiek, waarbij op Satanica het Oud-Slavische heidendom niet meer als thema gold, en muzikaal vanwege de mix van black metal en deathmetal, ook wel blackened deathmetal genoemd. Overigens experimenteerde Behemoth al met lichte deathmetalinvloeden in Pandemonic Incantations. Na Satanica volgde Thelema.6, dat qua stijl leek op dat Satanica, hoewel er merkbare verschillen zijn: de band experimenteerde met invloeden van Midden-Oosterse muziek, lyrics die waren gebaseerd op Thelema (vandaar de naam Thelema.6) en zelfs het gebruik van samples, iets wat in de deathmetalscène nog nauwelijks werd gezien - vele critici en fans zijn het eens dat het muzikaal vakmanschap van de band sinds dit album duidelijk hoger is geworden. Hierna bracht de band nog twee albums uit: Zos Kia Cultus - Here And Beyond in 2002 en Demigod in 2004, die qua stijl op hun voorganger Thelema.6 lijken. Ook deze albums werden zeer positief onthaald. Op 6 juni 2006 verscheen Behemoths cd Demonica, een compilatie met Behemoths vroegere werk. In juli 2007 bracht Behemoth het album The Apostasy uit. Hierop is onder andere geëxperimenteerd met verschillende instrumenten, zoals piano, trompetten, Franse hoorns etc. Apostasy betekent afstand doen van een geloof of religie. De Nederlandse vertaling is apostasie, of geloofsafval. Deze term wordt gewoonweg gebruikt bij het christendom waar christenen afstand doen van het geloof, niet wanneer heidenen afstand doen van het heidendom om vervolgens christen te worden. In 2009 kwam het album Evangelion uit.

## Leden
Huidige bezetting
- Adam "Nergal" Darski - zang en gitaar
- "Tomasz "Orion" Wróblewski" - basgitaar
- Zbigniew Robert "Inferno" Promiński - drumstel
- Patryk Dominik "Seth" Sztyber - gitaar (geen officieel lid)

Voormalig
- Les "L.Kaos" - Gitaren / Basgitaar
- Desecrator - Gitaren / Basgitaar
- Frost / Browar - Basgitaar
- Mefisto - Basgitaar
- Orcus - Basgitaar
- Novy "Marcin Nowak" - Basgitaar
- Havok - Gitaar
- Baal Ravenlock - Drumstel

## Discografie
Albums
- Sventevith (Storming near the Baltic) (1995)
- Grom (1996)
- Pandemonic Incantations (1998)
- Satanica (1999)
- Thelema.6 (2000)
- Zos Kia Cultus - Here And Beyond (2002)
- Demigod (2004)
- The Apostasy (2007)
- Evangelion (2009)
- Abyssus Abyssum Invocat (2011)
- The Satanist (2014)
- I Loved You at Your Darkest (2018)
- Opvs Contra Natvram (2022)
- The Shit ov God (2025)

Ep's
- And The Forests Dream Eternally (1993)
- Bewitching The Pomerania (1997)
- Antichristian Phenomenon (2001)
- Live In Toulouse (2002)
- Conjuration (2003)
- Slaves Shall Serve (2005)
- Ezkaton (2008)

Live Albums
- At the Arena ov Aion – Live Apostasy (2008)

Demo's
- Endless Damnation (1992)
- The Return Of The Northern Moon (1992)
- ...From the Pagan Vastlands (1993)

Video albums
- Live Eschaton: The Art of Rebellion (2000)
- Crush.Fukk.Create - Requiem for Generation Armageddon (2004)

Video's
- Christians to the Lions (2001)
- As Above So Below (2003)
- Conquer All (2005)
- Slaves Shall Serve (2005)
- Prometherion (2007)
- At the Left Hand ov God (2008)
- Inner Sanctum (2008)
- Ov Fire And The Void (2009)